# Studentenvakbond NSEM
Studentenvakbond Nieuwe Studenten Eenheid Maastricht (NSEM, spreek uit ènsem) behartigde de belangen van studenten in Maastricht van 1979 tot 2006 en was lidbond van de Landelijke Studentenvakbond (LSVb).

## Geschiedenis
Studentenvakbond NSEM werd op 3 maart 1982 officieel opgericht, maar deed al in 1979 als kiesvereniging mee aan de verkiezingen voor de universiteitsraad en faculteitsraad van de Universiteit Maastricht.
Studenten van NSEM zijn vanaf de oprichting van de universiteit nauw betrokken geweest bij het doorvoeren van verbeteringen in het onderwijs (Probleemgestuurd Onderwijs).
NSEM deed van zich spreken in 1981 toen zij zich verzette tegen de komst van het academisch ziekenhuis in Maastricht. Studenten van NSEM maakten een alternatief plan voor een ziekenhuis dat moest aansluiten bij de bestaande gezondheidscentra in de regio. Studenten Bouwkunde uit Delft maakten ontwerpschetsen voor de gebouwen. Het plan werd naar de ministeries voor onderwijs en volksgezondheid, Tweede Kamerleden en de Nationale Ziekenfondsraad gestuurd en kon op enige sympathie rekenen. Toen voorstanders van het academisch ziekenhuis hiervan hoorden, dienden zij een motie van wantrouwen in tegen de voorzitter van de universiteitsraad (NSEM'er Richard Starmans). In januari 1982 stapten daarom alle raadsleden van NSEM uit de universiteitsraad.
In de loop van de jaren tachtig ontwikkelde NSEM zich tot politieke vakbond. Studenten van NSEM waren betrokken bij de oprichting van de Landelijke Studentenvakbond. Er werden solidariteitscomités opgericht, bijvoorbeeld voor Nicaragua. In november 1988 was NSEM betrokken bij een demonstratie tegen onderwijsminister Wim Deetman waarbij het hotel waar hij vergaderde enkele uren door ruim tweehonderd studenten werd omsingeld waardoor hij niet weg kon.
In de jaren negentig hield NSEM zich vooral met raadswerk bezig en werden plannen geschreven voor een betere bibliotheek, de invoering van ICT in het onderwijs en verbetering van de inspraakpositie van studenten.

## Fusie
Op 1 september 2006 fuseerde NSEM met de Limburgse Studenten Unie (LSU) onder leiding van LSU-voorzitter Tom Vroemen en NSEM-secretaris Philip Kerbusch tot de eerste Limburgse Studenten Unie (eLSU). eLSU werd daarmee de eerste studentenvakbond in Nederland die diende voor een gehele provincie, met daarin de instellingen Universiteit Maastricht, Fontys Hogescholen en Hogeschool Zuyd. Na deze fusie was het doel NSEM voort te laten bestaan als fractie aan de universiteitsraad en faculteitsraden van de UM. Deze fractie zou dan onderdeel uitmaken van de eLSU. Deze fractie heeft echter tijdens de Universiteitsraadsverkiezingen van 2008 / 2009 geen zetel weten te bemachtigen en heeft daarna geen deel meer genomen aan de verkiezingen aan de UM.